# Gemeentebode

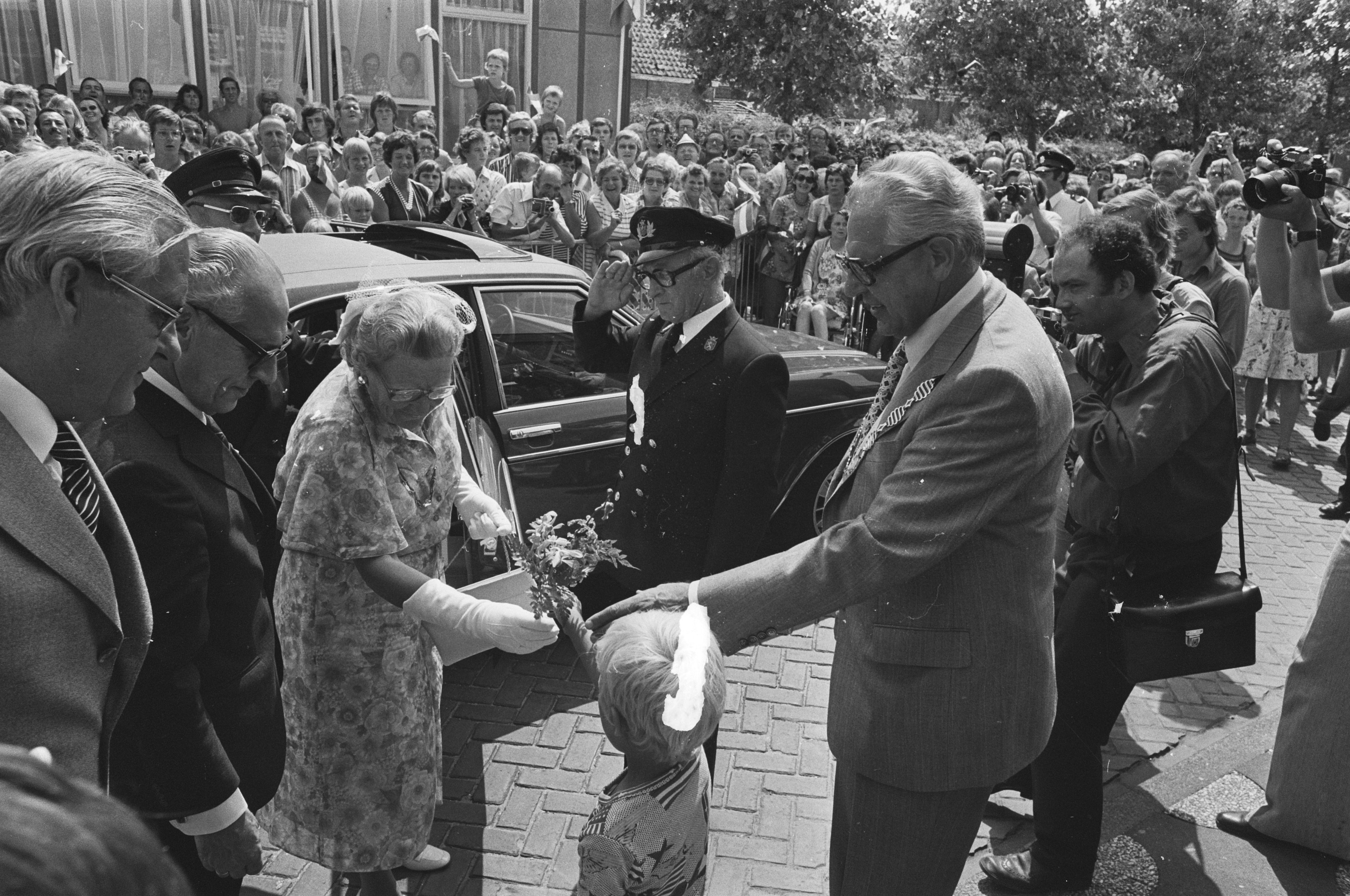
Een gemeentebode (midden, met pet) in 1976

15e-eeuwse stadsbode met bodestaf en een oorkonde in de hand

De gemeentebode (ook stadsbode of dorpsbode) is een ambtenaar die werkzaamheden verricht met name voor het college van burgemeester en wethouders en de gemeenteraad. Ook verzorgt en coördineert deze persoon de gang van zaken bij huwelijksvoltrekkingen in het stadhuis.

## Geschiedenis

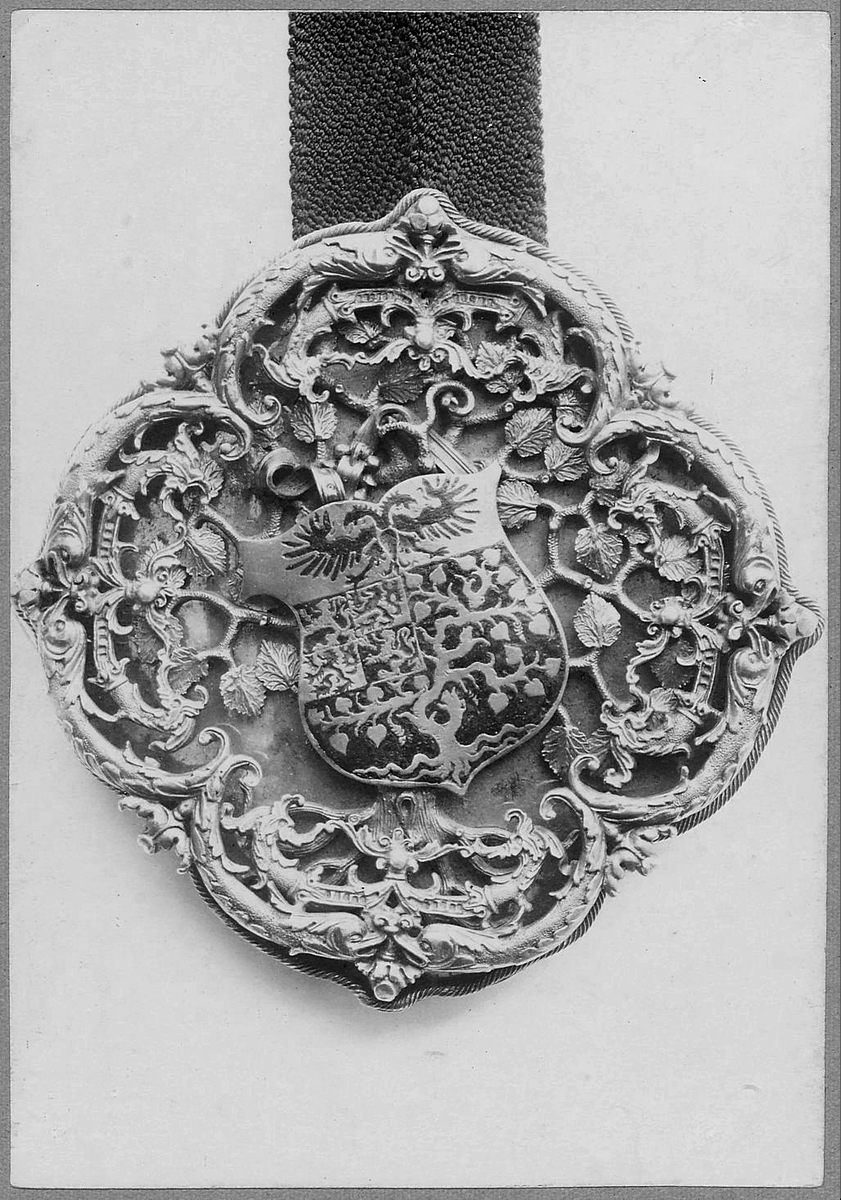
Geëmailleerd zilveren bodebus van de gemeentebode van 's-Hertogenbosch

### Vóór 1800

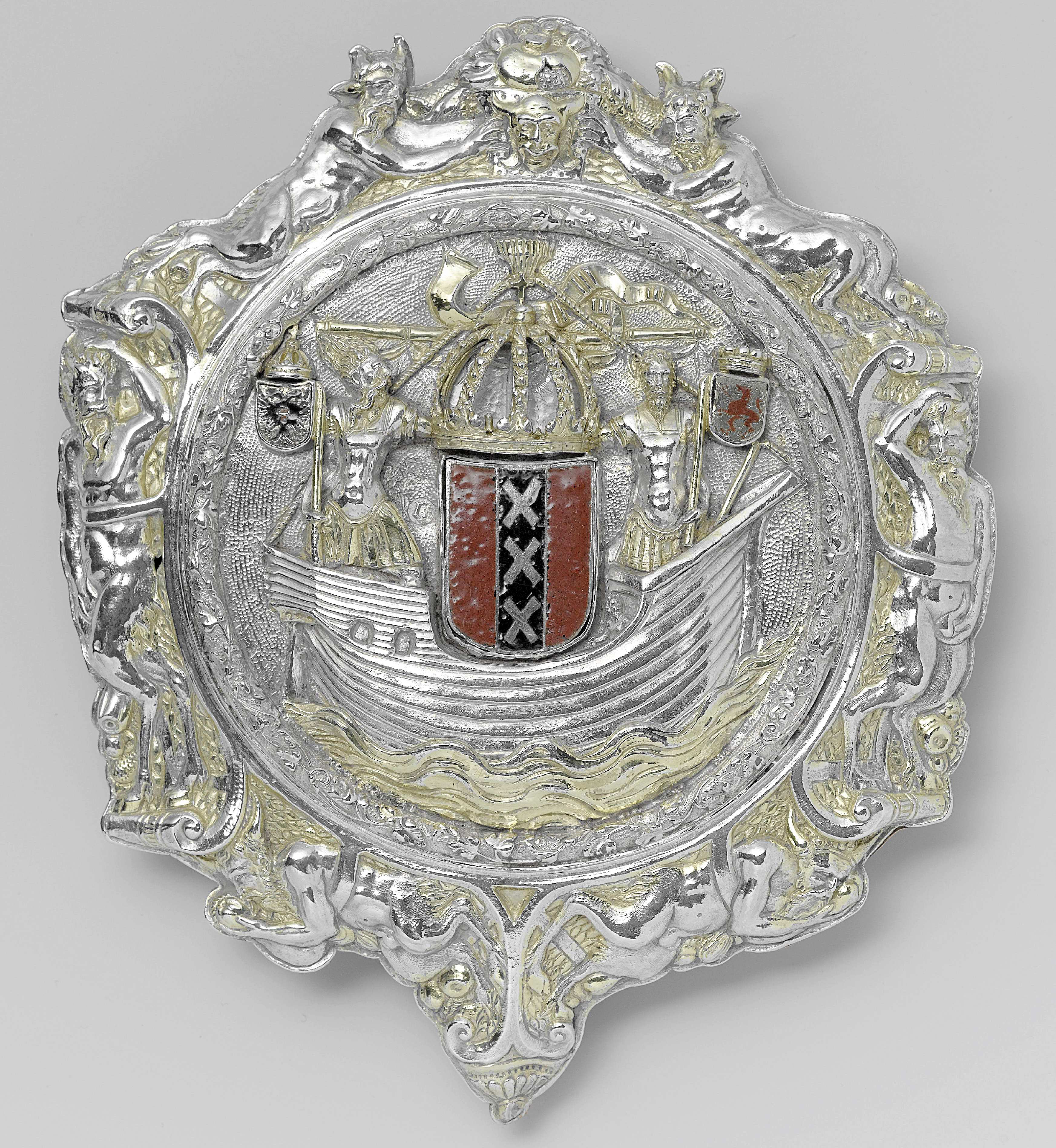
Zilveren, gedeeltelijk vergulde bodebus van de stad Amsterdam uit 1548

In de tijd voordat moderne communicatiemiddelen werden geïntroduceerd, zoals telegraaf, telefoon en internet, communiceerden landsheren en bestuurders met elkaar via brieven die werden bezorgd door boodschappers. Omdat men zeker wilde zijn dat de berichten in goede orde werden bezorgd op de juiste bestemming, stelden zij speciale beëdigde beambten aan die deze bezorging als taak hadden. Het beroep van stadsbode was niet geheel zonder gevaar. Hij moest soms reizen door weer en wind en over vaak slecht onderhouden wegen, waar hij ook nog het gevaar liep dat hij beroofd kon worden. En indien hij een slechte boodschap moest bezorgen liep hij het risico om zelf de woedende reactie te moeten incasseren.
De taken van de stadsbode, later gemeentebode, bleven niet beperkt tot het bezorgen van documenten en berichten. Omdat de stadsbode een beambte was die betrouwbaar diende te zijn, was deze ook zeer geschikt om te dienen als deurwaarder en in sommige dorpen tevens als veldwachter. Behalve betrouwbaar diende de bode voor de uitoefening van zijn taken ook te kunnen lezen en schrijven. Vanaf de 17e eeuw raakt de stadsbode steeds meer betrokken bij werkzaamheden op het stad- of dorpshuis.

#### Stadsalmanak
In de achttiende eeuw krijgen veel stadsbodes aanvullende inkomsten door stadsalmanakken uit te geven. Zij waren door hun werk van veel zaken goed op de hoogte en werden een bron van informatie. De boekjes voorzagen een wie-is-wie in het stadsbestuur en boden daarnaast aanvullende informatie zoals een kalender. Men vond er gegevens over de marktdagen, de getijden van de zee en de tijden van zonsopkomst en ondergang. Daarnaast boden ze onder meer kronieken, proza of poëzie ter ontspanning.

### 19e — 21e eeuw
Nadat de Staat in 1799 tijdens de Bataafse Republiek het beheer over alle briefpost op zich neemt, begint het postbedrijf langzaam aan de taak van bezorging van overheidsdocumenten per post over te nemen van de stadsbode. Na de invoering van de Postwet van 1810 die het staatsmonopolie op postbezorging invoerde, en de Postwet van 1850 die een goede afhandeling van postbezorging regelde, konden gemeentebestuurders steeds beter vertrouwen op “externe” postbezorgers. Echter, ook na de invoering van de Gemeentewet in 1851 blijft de bode een vertrouwd gezicht bij het stads- en dorpsbestuur. Door de bevolkingsgroei en verdere bureaucratisering binnen de overheid, nam de hoeveelheid werk op het stadhuis sterk toe, als gevolg waarvan ook de hoeveelheid ambtenaren op het stadhuis mee groeide. De stadsbode kreeg steeds meer werk aan het verspreiden van documenten onder de ambtenaren. Daarnaast diende hij als ondersteuning en als beveiliging tijdens vergaderingen van de gemeenteraad, die steeds vaker door “gewone” burgers werden bijgewoond. In die zin droegen ook democratie en democratisering bij aan uitbreiding van het werk voor de gemeentebode. Tegenwoordig vervullen bodes ook veel taken rond huwelijksplechtigheden op het stadhuis.

## Draagtekens
Dat het werk van de stadsbode werd gezien als een aanzienlijk beroep blijkt onder meer uit de soms uitbundige draagtekens of bodebussen die in de loop der eeuwen werden vervaardigd voor deze ambtenaren. Op het draagteken waren naast het stads- of dorpswapen vaak vele versieringen en stichtelijke teksten aangebracht. Ze werden soms vervaardigd van zilver of goud.